# Chylismia exilis
Chylismia exilis är en dunörtsväxtart som först beskrevs av Peter Hamilton Raven, och fick sitt nu gällande namn av Warren Lambert Wagner och Hoch. Chylismia exilis ingår i släktet Chylismia och familjen dunörtsväxter. Inga underarter finns listade i Catalogue of Life.